# 우리운송
우리운송(―運送)은 서울특별시의 마을버스 업체이고 본사는 서울특별시 동대문구 회기로 195 (휘경동)에 있으며 뉴 카운티와 그린시티로 운행한다.

## 연혁
- 1993년 2월 4일 : 회사 설립

## 보유노선
- ● 동대문01번: 회기역 - 경희대입구 - 경희의료원
- ● 동대문02번: 회기역 - 동안교회 - 경희중고 - 경희맨션 - 미니슈퍼 - 외대,경희대 후문 - 삼성래미안(양방향정차) - 새마을금고 - 외대앞역 - (동안교회까지 동일) - 시조사입구 - 회기역 (종착)